# Linia kolejowa nr 920
Linia kolejowa nr 920 – magistralna, w większości dwutorowa, zelektryfikowana linia kolejowa łącząca rozjazd 578. z rozjazdem 217. na stacji Warszawa Zachodnia.
Linia w całości została ujęta w kompleksową i bazową pasażerską sieć transportową TEN-T.
Kilometraż linii w miejscu, gdzie kończy swój bieg, pokrywa się z kilometrażem linii kolejowej Warszawa Główna Towarowa – Warszawa Praga.
Linia stanowi tor łączący między linią kolejową Warszawa Zachodnia – Katowice a linią kolejową Warszawa Główna Towarowa – Warszawa Praga i umożliwia przejazd pociągów z kierunku Grodziska Mazowieckiego oraz Piaseczna w stronę Warszawy Gdańskiej.
| kilometraż | kilometraż | pociągi pasażerskie                                 | autobusy szynowe i EZT                              | pociągi towarowe                                    |
| od         | do         | Tor nieparzysty (kierunek: Warszawa Zachodnia R217) | Tor nieparzysty (kierunek: Warszawa Zachodnia R217) | Tor nieparzysty (kierunek: Warszawa Zachodnia R217) |
| 3,943      | 4,382      | 40                                                  | 40                                                  | 40                                                  |
| od         | do         | Tor parzysty (kierunek: Warszawa Zachodnia R578)    | Tor parzysty (kierunek: Warszawa Zachodnia R578)    | Tor parzysty (kierunek: Warszawa Zachodnia R578)    |
| 4,034      | 4,340      | 40                                                  | 40                                                  | 40                                                  |